# 装備
| ウィキペディアには「装備」という見出しの百科事典記事はありません（タイトルに「装備」を含むページの一覧/「装備」で始まるページの一覧）。 代わりにウィクショナリーのページ「装備」が役に立つかもしれません。 |